# Tobias Stockinger
Tobias Stockinger (* 25. März 2000 in Passau) ist ein deutscher Fußballspieler.

## Karriere
Nach seinen Anfängen in der Jugend des 1. FC Passau und Wacker Burghausen wechselte er im Winter 2016 in die Jugendabteilung des TSV 1860 München. Für seinen Verein bestritt er 24 Spiele in der B-Junioren-Bundesliga, bei denen ihm insgesamt drei Tore gelangen. Im Sommer 2017 wechselte er in die Jugendabteilung der SpVgg Unterhaching und erzielte in 16 Spielen in der A-Junioren-Bundesliga ein Tor. Bereits zur nächsten Spielzeit wechselte er in die Regionalliga Bayern zum SV Schalding-Heining, wobei er zunächst für deren zweite Mannschaft vorgesehen war. Im Sommer 2021 wechselte er innerhalb der Liga zur SpVgg Bayreuth.
Am Ende der Spielzeit 2021/22 gelang ihm mit seiner Mannschaft der Aufstieg in die 3. Liga. Seinen ersten Profieinsatz hatte er am 23. Juli 2022, dem 1. Spieltag, als er bei der 0:1-Auswärtsniederlage gegen den FC Ingolstadt 04 in der 76. Spielminute für Moritz Heinrich eingewechselt wurde.
Ende Mai 2023 gab der Regionalligist BFC Dynamo die Verpflichtung von Stockinger zur Saison 2023/24 bekannt. Hier spielte er bis 2025 und wurde Landespokalsieger von Berlin, ehe er zur Saison 2025/26 zum Ligakonkurrenten Chemnitzer FC wechselte.

## Erfolge
SpVgg Bayreuth
- Meister der Regionalliga Bayern und Aufstieg in die 3. Liga: 2021/22

BFC Dynamo
- Berliner Landespokalsieger: 2024/25